# اما انترمینگر
اما انترمینگر (انگلیسی: Emma Entzminger؛ زادهٔ ۱۱ ژانویهٔ ۱۹۹۶) بازیکن سافت‌بال اهل کانادا است.
وی در مسابقات کشوری و بین‌المللی در مجموع برندهٔ ۱ مدال نقره، ۱ مدال برنز شده‌است.